# Indian Coffee House
Die Indian Coffee House ist eine indische Restaurantkette, die von einer Reihe von Arbeitergenossenschaften betrieben wird. Mit rund 500 Filialen ist sie in ganz Indien vertreten.

Indian Coffee House Kanjiramattom

## Geschichte
Die Ursprünge der Indian Coffee House reichen in die 1940er-Jahre zurück, als der indische Kaffeeboard (Coffee Board of India) erste Kaffeehäuser unter dem Namen „India Coffee House“ eröffnete. In den 1950er-Jahren plante der Kaffeeboard, mehrere dieser Häuser zu schließen, was zur Entlassung zahlreicher Mitarbeiter führte. Unter der Führung des kommunistischen Politikers A. K. Gopalan organisierten sich die entlassenen Arbeiter in Genossenschaften und übernahmen die Betriebe. Die erste solche Genossenschaft wurde am 19. August 1957 in Bangalore gegründet; die erste neue Filiale eröffnete am 27. Dezember 1957 in Neu-Delhi.

## Organisation
Heute wird die Kette von 13 regionalen Arbeitergenossenschaften betrieben, die jeweils von gewählten Komitees geleitet werden. Diese Genossenschaften sind unter dem Dach der „All India Coffee Workers’ Co-operative Societies Federation“ organisiert, die am 17. Dezember 1960 gegründet wurde.